# Fô (Burkina Faso)
Pour les articles homonymes, voir Fo.
Pour le département, voir Fô (département).
Fô est un village et le chef-lieu du département de Fô, situé dans la province du Houet et la région des Hauts-Bassins au Burkina Faso.

## Géographie
Fô est située à environ 100 km au nord-ouest de Bobo-Dioulasso. Le village est traversé par la route nationale 9.

## Éducation et santé
Le village de Fô accueille un centre de santé et de promotion sociale (CSPS). il possède un collège d'enseignement général (CEG) ainsi qu'une école primaire publique.